# Frösthults kyrka
Frösthults kyrka är en kyrkobyggnad som tillhör Fjärdhundra församling i Uppsala stift. Kyrkan ligger i Frösthult utmed riksväg 70, omkring en och en halv mil nordväst om Enköping. Norr om kyrkan ligger prästgården med panelklädd mangårdsbyggnad från 1700-talet.

## Kyrkobyggnaden
Kyrkan består av ett enskeppigt, medeltida långhus med kor i öster. Koret har samma höjd och bredd som långhuset och båda täcks av ett gemensamt sadeltak. Norr om koret finns en vidbyggd sakristia. Vid långhusets västra kortsida finns ett kyrktorn som har tillkommit under senare tid och ersatt ett medeltida vapenhus vid södra sidan. Ytterväggarna består av gråsten och har gavelrösten med tegelorneringar. Sedan 1971 är kyrkans sadeltak belagt med plåt från att tidigare ha varit belagt med spån. Exteriören präglas nästan helt av nyklassicismen. Bara korets trefönstergrupp och sakristian vittnar om ett medeltida ursprung.
Kyrkorummet präglas av medeltida takvalv samt en altaruppsats och en predikstol som båda har tillkommit under 1700-talet. I koret till höger om altaret är kyrkoherde Johannes Campanius begravd. Åren 1642-1648 verkade han som indianmissionär i Nya Sverige, Nordamerika.

### Tillkomst och medeltida ombyggnader
Kyrkorummet och sakristian härrör från tiden omkring år 1300. I korets östra gavel finns en trefönstergrupp som är samtida med ursprungskyrkan. Trefönstergruppen är karakteristisk för ett antal kyrkor i Uppland och Västmanland som är uppförda under tidsperioden 1280-1310. Under 1400-talets andra hälft byggdes ett vapenhus framför södra portalen. Ursprungliga kyrkorummet lär ha haft ett tunnvalv av trä. Någon gång omkring tidsperioden 1470-1490 revs tunnvalvet och ersattes med nuvarande stjärnvalv av tegel. Valvens strålar hade skulpterade figurer som senare höggs bort. Två skulpterade så kallade gubbansikten finns dock bevarade i krönet av korfönstret.

### Ombyggnader efter medeltiden
Inga medeltida målningar finns bevarade. Däremot finns fragment av kalkmålningar från 1600-talet. Ovanför korets trefönstergrupp finns inskriften "1637 In Dei Gloriam". Dekorativa målningar i form av slingor och bladverk finns i trefönstergruppens nischer samt på de smala ytorna mellan de tre fönstren. Alla dessa målningar har troligen tillkommit 1637. 1664 snidades nya bänkar med dörrar. 1668 byggdes läktaren och orgel skaffades in. Fram till mitten av 1700-talet fanns ett korskrank som skiljde av koret från övriga kyrkorummet. Korskrankets ålder och utseende var okänt. 1760 togs ett fönster upp i norra väggen som tidigare var fönsterlöst. Kyrktornet i nyklassicistisk stil uppfördes 1839-1843 under ledning av byggmästare Palmér. Torntaket kröntes med en lanternin. Kyrkklockorna flyttades upp till tornet från att tidigare ha hängt i en fristående klockstapel som var byggd 1615. I tornets västra vägg togs en ny huvudingång upp och tornets bottenvåning inreddes till vapenhus. Medeltida vapenhuset i söder revs och långhusets södra ingång sattes igen. Fönstren förstorades till sin nuvarande form och ytterväggarna vitkalkades.

### Sentida ombyggnader
En stor restaurering utfördes 1950-1953 under ledning av arkitekt Viktor Segerstedt. Syftet var att återställa kyrkorummet från 1800-talets förändringar. Målningarna från 1600-talet som varit överkalkade togs fram och konserverades. Altaruppsatsens och predikstolens ursprungliga färger togs fram. Bänkarna ombyggdes och ommålades till en prägel av 1700-talet. Ett nytt golv lades in. Midfastosöndagen 1953 återinvigdes kyrkan av ärkebiskop Yngve Brilioth.

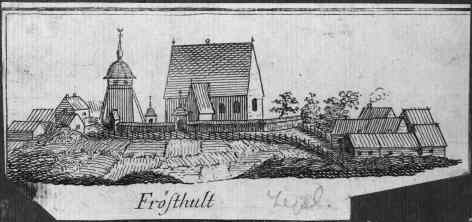
Frösthult kyrka omkring 1700-talet

## Inventarier
- I koret står dopfunten av kalksten som är tillverkad på Gotland och daterad till mitten av 1200-talet. Den släta cuppan har ett enda ornament bestående av fyra mansansikten.
- Fragment av Dalbymästarens triumfkrucifix från 1300-talets början förvaras i Upplandsmuseet.
- Altare, altaruppsats och predikstol är tillverkade 1747-1748 av den uppländske träsnidaren Magnus Granlund. Altaruppsatsen har ett mittparti i skuren relief som skildrar påsklammsmåltiden. Predikstolen har en förgylld mittscen som föreställer Jesu bönekamp i Getsemane. Ryggstycket har en sol med hebreiska gudsnamnet. Ljudtaket kröns med en jordglob på vilken Guds lamm med segerfana ligger på en bok med sju insegel (Uppenbarelseboken 5).
- Nuvarande orgel är byggd 1923 av A. Hammer och levererad av orgelfirman Furtwängler & Hammer i Hannover. 1947 omdisponerades orgeln av Bo Wedrup i Uppsala och har numera 15 stämmor fördelade på två manualer. Orgelfasaden är från en tidigare orgel som tillkom 1799.
- Altarskåpet är tillverkat av Lars Germundssons ateljé i Enköping.
- En paten av förgyllt silver är tillverkad i Stockholm på 1300-talet.
- Av ett medeltida nattvardskärl är mittstycket bevarat. Ny cuppa och fot är tillverkade 1823 av guldsmeden C.M. Sandin.
- En trearmad mässingskandelaber är skänkt 1653 till kyrkan av Johannes Campanius.
- I koret finns en ljuskrona av mässing med tjugo ljusarmar som är fördelade på två kransar. Blom- och stjärnornament är rikligt förekommande. Ljuskronan skänktes till kyrkan 1861.
- Framför läktaren hänger en ljuskrona av slipat glas som skänktes till kyrkan omkring år 1750. Ljuskronan har sex armar och renoverades 1941.
- På altaret står två försilvrade ljusstakar från början av 1800-talet.
- Av tornets kyrkklockor är storklockan gjuten 1596, sprucken 1740 och omgjuten 1741 av Isac Rockman i Sala. Lillklockan är anskaffad 1656 genom försorg av Johannes Campanius och omgjuten 1805 av Gerhard Horner i Stockholm.

### Orgel
- 1668 byggde orgelbyggaren Jahan Olsson en ny orgelläktare till orgeln. Orgeln som skulle stå på läktaren såldes av organisten Anders Bengtson i Östervåla. Orgeln hade 6 stämmor och dubbel regal. Samma år lagade organisten Kylander i Enköping orgelverket. Orgelbyggaren Jöns Nilsson, Uppsala gjorde samma år om träpiporna till blypipor.[1] 1702-1703 reparerades orgeln av orgelbyggaren Sven Strömberg för 200 daler.[2] 1738 reparerades positivet av Olof Hedlund, Stockholm.[3]
- 1799 byggde Pehr Lund, Lillkyrka en orgel med 10 stämmor.
- Den nuvarande orgeln byggdes 1923 av Furtwängler & Hammer, Hannover, Tyskland. Orgeln är pneumatisk med taschenlådor. Den har 1 fri kombination, fasta kombinationer och registersvällare. Tonomfånget är 56/30. Den har även utbyggda 4' koppel. Fasaden är från 1799 års orgel. 1947 omdisponerades orgeln av Bo Wedrup, Uppsala. 1975 omdisponerades orgeln av Gunnar Carlsson, Borlänge. Då orgeln till viss del återdisponerades.

| Huvudverk I           | Svällverk II        | Pedal                 | Koppel  |
| Gedackt 16'           | Hornprincipal 8'    | Subbas 16'            | I/P     |
| Principal 8'          | Salicional 8'       | Gedacktbas 16' (tr I) | II/P    |
| Flûte harmonique 8'   | Voix Céleste 8'     | Cello 8' (tr I)       | II/I    |
| Gamba 8'              | Rörflöjt 8'         |                       | I 4'    |
| Oktava 4'             | Flûte octaviante 4' |                       | II 4'/I |
| Ekoflöjt 4'           | Oboe 8'             |                       | II 16'  |
| Cornett III-IV        | Crescendosvällare   |                       |         |
| Rauschkvint II 2 2⁄3' |                     |                       |         |

### Webbkällor
- anläggningspresentation